# Антоніміна
Антоніміна (італ. Antonimina, сиц. Ntonimina) — муніципалітет в Італії, у регіоні Калабрія,  метрополійне місто Реджо-Калабрія.
Антоніміна розташована на відстані близько 510 км на південний схід від Рима, 85 км на південний захід від Катандзаро, 50 км на схід від Реджо-Калабрії.
Населення — 1330 осіб (2014).
Щорічний фестиваль відбувається 6 червня. Покровитель — святий Миколай.

## Демографія
Населення за роками:

Станом на 1 січня 2023 року в муніципалітеті офіційно проживали 43 іноземці з 9 країн, серед них 31 громадянин країн Євросоюзу та 2 громадяни України.

## Сусідні муніципалітети
- Чиміна
- Читтанова
- Джераче
- Локрі
- Портільйола
- Сант'Іларіо-делло-Йоніо